# Romeins theater van Vienne
Het Romeinse theater van Vienne is een antiek Romeins theater in Vienne in Frankrijk. 
Het theater werd gebouwd in de eerste eeuw n.Chr., tussen het jaar 40 en 50. De cavea is tegen de natuurlijke helling van de Pipet-heuvel aan gebouwd. Deze tribune bestaat uit 46 concentrische rijen met zitplaatsen. Het theater bood oorspronkelijk plaats aan ongeveer 13.000 toeschouwers. 
In de middeleeuwen raakte het theater buiten gebruik en verviel het, waarna het in de vergetelheid raakte. Pas in 1908 werden de restanten herontdekt en werd het gebouw opgegraven. Het grote podiumgebouw is verloren gegaan. Een paar fragmenten en een deel van de fundering zijn nu nog zichtbaar. De cavea werd gedeeltelijk gerestaureerd en biedt nu plaats aan 8000 toeschouwers. In de zomer wordt hier jaarlijks het festival Jazz à Vienne gehouden.
Bij het theater hoorde ook een odeum uit de 2e eeuw. De restanten hiervan zijn niet toegankelijk voor het publiek. 

## Bron
- Vertaald van de Franstalige Wikipedia: fr:Théâtre antique de Vienne
- Théâtre antique (Vienne Condrieu Tourisme) Geraadpleegd op 15 maart 2023.